# Scotophilus leucogaster
Scotophilus leucogaster es una especie de murciélago de la familia Vespertilionidae.

## Distribución geográfica
Se encuentra en Senegal Gambia Malí Mauritania Guinea-Bissau Guinea Sierra Leona Costa de Marfil Burkina Faso Ghana Togo Benín, Níger, Nigeria Camerún República Centroafricana Chad, Sudán Etiopía, Kenia Mozambique Angola y Namibia.
Se encuentra en las hábitats sabana seca y sabana húmeda.